# Il fantasma dell'Opera (film 1998)
Il fantasma dell'Opera è un film del 1998 diretto da Dario Argento.
Il soggetto è liberamente tratto dall'omonimo romanzo di Gaston Leroux.

## Trama
Parigi, fine XIX secolo. Un branco di ratti salva un neonato abbandonato in un cesto che va alla deriva sulla Senna, portandolo poi a vivere nei sotterranei dell'Opéra Garnier. Vent'anni dopo il bambino diventa il Fantasma dell'Opera, un'oscura presenza che uccide con violenza chiunque si avventuri nei sotterranei del teatro, così come i ratti vengono uccisi dagli uomini quando salgono in superficie.
Una sera il Fantasma ascolta l'esibizione del giovane soprano Christine Daaé, e immediatamente se ne innamora: dopo esserlesi manifestato, i due scoprono di poter comunicare mediante telepatia e iniziano una relazione. Tuttavia anche il barone Raoul de Chagny è innamorato di Christine: inizialmente la fanciulla rifiuta la sua corte, ma presto si scopre innamorata di entrambi gli uomini. Il Fantasma, intanto, permette a Christine di raggiungere la sua tana sulle sponde del lago sotterraneo che si trova sotto l'Opèra, dove le chiede di cantare per lui; i due consumano poi un rapporto sessuale. In seguito il Fantasma racconta a Christine del suo triste passato, e le promette di farla diventare una diva del canto procurandole la parte della protagonista nell'opera Romeo e Giulietta: in cambio la ragazza dovrà rimanere a vivere con lui. Nonostante il rifiuto di Christine, che arriva a gridargli di odiarlo, il Fantasma procede nel suo piano.
Il Fantasma si reca quindi da Carlotta, la primadonna dell'opera, e la minaccia intimandole di non cantare: al rifiuto del soprano, il Fantasma reagisce facendo precipitare il lampadario del teatro sul pubblico, nel bel mezzo dello spettacolo, uccidendo e ferendo gravemente molti dei presenti. Il Fantasma torna poi da Christine, ma la ragazza rifiuta nuovamente la sua proposta, finendo per farsi violentare da lui. Approfittando di una distrazione del Fantasma, Christine riesce a fuggire e tornare in superficie, da Raoul: portatala sul tetto del teatro, il giovane le promette di proteggerla dalla violenza del Fantasma e i due si dichiarano reciproco amore. All'insaputa dei due, il Fantasma spia l'intera conversazione, e si ritrova col cuore spezzato.
La sera dopo Christine canta nel ruolo di Giulietta, ma durante lo spettacolo il Fantasma irrompe sul palco e la rapisce. Mentre Raoul li insegue con la polizia, il Fantasma riporta Christine nella sua tana e le dice che lei gli appartiene, e che rimarrano insieme fino alla morte. Christine riesce a stordire il Fantasma e a chiamare Raoul, ma proprio mentre la polizia sta per fare irruzione la ragazza si accorge che il suo vero amore è il Fantasma. Raoul e il Fantasma combattono tra loro, e il barone riesce a ferire il proprio rivale con un colpo d'arma da fuoco. Christine cerca di aiutare il Fantasma, ma questi si sacrifica per la salvezza della sua amata e la consegna a un attonito Raoul, che ignora le sue proteste e la porta via in barca. Mentre i due si allontanano, il Fantasma viene ucciso dai poliziotti: i ratti guardano con tristezza il cadavere affondare nel lago, mentre Christine, devastata, grida il proprio amore nei confronti del Fantasma.

## Produzione
Il ruolo del fantasma era stato inizialmente scritto per John Malkovich. La versione originale intesa da Dario Argento durava un'ora in più della versione cinematografica, che apparentemente venne tagliata e rimontata dai produttori contro il volere del regista per rendere il film il più commerciale possibile. Alcune scene del film sono girate all'interno delle grotte di Pertosa, in provincia di Salerno.

## Colonna sonora
L'aria che Christine canta in alcune scene è una versione modificata del brano Où va la jeune Hindoue? dal Lakmé di Léo Delibes.